# Epinotia maculana
Epinotia maculana là một loài bướm đêm thuộc họ Tortricidae. Nó được tìm thấy ở hầu hết châu Âu (ngoại trừ Iceland, bán đảo Iberia, Ukraina và hầu hết bán đảo Balkan), phía đông đến phần phía đông của Cổ Bắc giới.
Sải cánh dài 17–23 mm. Con trưởng thành bay từ tháng 8 đến tháng 10.
Ấu trùng ăn Populus tremula và có thể các loài Populus khác. Chúng ăn bên trong lá cuốn.
- Fauna Europaea
- UKmoths